# Quercus trabutii
Quercus trabutii är en bokväxtart som beskrevs av Félix Charles Hy. Quercus trabutii ingår i släktet ekar, och familjen bokväxter. Inga underarter finns listade i Catalogue of Life.